# Scommettiamo?
Scommettiamo? era un gioco a quiz di successo trasmesso ogni giovedì sera dalla prima rete Rai dal 23 dicembre 1976 al 21 dicembre 1978, condotto da Mike Bongiorno con la valletta Paola Manfrin, che raccoglieva l'eredità della più famosa Sabina Ciuffini: prima valletta contestatrice e irriverente, decise di non continuare dopo la prima edizione e fu sostituita, nelle due successive, da Patrizia Garganese. Alla prima puntata del 23 dicembre 1976 i concorrenti furono Sergio Trabalza di Trento, Maria Luisa Bergna di Como e Carmine Di Bello di Milano. Alla fine vinse Di Bello con 2 milioni e 370 000 lire. L'ascolto medio nel 1977 fu di 24,6 milioni di telespettatori e nel 1978 di 24 milioni.
Il meccanismo del gioco a quiz è del tipo «a scommesse», sul modello dell'ippica. In questo gioco si distinse, in particolare, il campione Giuliano Canevacci, che fu l'unico, nella storia di tutti i quiz, a lasciare il gioco imbattuto: infatti, egli si ritirò dopo aver vinto per otto puntate consecutive in quanto stanco di studiare decine e decine di materie (ne dichiarò 64) per prepararsi alle risposte (ne sbagliò una sola nella puntata del 16 novembre 1978), e naturalmente vinse anche la finalissima. Altri campioni che raggiunsero una certa popolarità furono Maria Teresa Lattanzi, Porfirio Cacciacarne, Alberto Pozzolini, Alfredo Maria Rossi, Ugo Berardi (che rispondeva a domande su Giuseppe Verdi) e Paolo Paolicchi (astrofisico, che rispondeva a domande su Franz Kafka).
Per la prima volta, vi è un concorso riservato ai telespettatori che ogni settimana, inviando una cartolina alla sede Rai di Milano in corso Sempione, pronosticavano sulla vittoria o sconfitta del campione in carica. Tra i telespettatori che indovinavano, se ne estraeva a sorte uno che vinceva gli eventuali montepremi persi dai concorrenti che avevano fallito la domanda finale.
Si ricorda anche un concorso per gli abbonati alla neonata televisione a colori.
Una delle due sigle del programma della prima edizione fu Sogno, scritta ed interpretata da Mino Reitano. Mentre ottenne un discreto successo la sigla Scommettiamo?, interpretata dal complesso "Le Piccole Ore". Nel 1978 sigla di chiusura fu Donna donna mia di Toto Cutugno.

## Regolamento
Come accennato, è un gioco ispirato all'ippica: infatti dopo le domande preliminari, ci sono otto «corse» che sostituiscono il tabellone del Rischiatutto, seguite da una domanda finale.

### Domande preliminari
Ogni concorrente, a turno, risponde a cinque domande sulla propria materia di competenza. Ad ogni risposta esatta, il concorrente vince 100 000 lire, mentre, a differenza del Rischiatutto, ogni volta che il concorrente sbaglia la risposta, il montepremi viene azzerato. Alla fine delle cinque domande si aggiunge al concorrente un premio corsa di 100 000 lire, per consentire a chi avesse sbagliato l'ultima delle cinque domande di giocare, dato che a Scommettiamo? il concorrente non può andare in passivo.

### Le «corse»
Ve ne furono dieci all'inizio della prima stagione, poi furono ridotte ad otto; divennero sette nella seconda e nella terza.
La «corsa» è strutturata così: Mike introduce il tema della corsa.
Successivamente, alle spalle di Mike c'è un totalizzatore elettronico stile ippodromo sul quale
compaiono i tre tipi di domande disponibili per la corsa, variabili tra «chi?», «dove?», «quando?»,  «quanto?», «perché?», «come?», «quale?», «cosa?» seguiti ognuno da una quota (% cioè "mezzo",1 o "alla pari", 1% cioè "uno e mezzo", 2, 2% cioè "due e mezzo, 3, 4 e 5), come nelle scommesse ippiche.
A questo punto i tre concorrenti hanno 10 secondi di tempo (scanditi con un suono tipo galoppo) per digitare su una tastiera la domanda cui intendono rispondere e la cifra da scommettere, che varia dalle 10 000 alle 500 000 lire. Le postazioni dei concorrenti sono dei «picchetti» da ippodromo separate da compensati che impediscono ai concorrenti di «spiare» le scommesse degli avversari.
In seguito, le puntate compaiono sui tre «picchetti». Poi, ogni concorrente ascolta e risponde alla domanda scelta (eventualmente preceduta da un'immagine o un filmato) nel tempo massimo di 10 secondi (scanditi con un suono tipo Trotto); se due o tutti e tre i concorrenti scelgono una stessa domanda, risponde il concorrente che ha puntato di più e l'altro o gli altri rimangono «al palo» per la corsa in gioco, cioè non rispondono ad alcuna domanda; in caso di parità nelle puntate, si mette la domanda «all'asta» al miglior offerente.
Come al Rischiatutto, il moderno meccanismo del gioco impediva che il programma venisse mandato in onda in diretta. Infatti, dopo la scelta della domanda da parte dei concorrenti, la registrazione si doveva interrompere per montarne il corrispondente filmato, in quanto in regia non si conosceva a priori l'esatto ordine delle domande, quindi dei filmati da mandare in onda.
In ogni caso, il concorrente che risponde esattamente guadagna la cifra puntata inizialmente (non quella con cui si è vinta l'eventuale asta) moltiplicata per la quota abbinata alla domanda, mentre perde l'ultima quota puntata (se c'è stata un'asta, quindi, si perde la somma con cui ci si è aggiudicati la domanda) non moltiplicata se si dà una risposta errata alla domanda.
Nella seconda e nella terza stagione, se un concorrente sbaglia la risposta, gli altri due possono prenotarsi con il pulsante. Chi si prenota, guandagna o perde 100 000 lire a seconda che la risposta sia giusta o errata.
Come accennato, non si può andare in passivo, dunque non si può puntare più del proprio montepremi, pena l'annullamento della scommessa e lo stazionamento «al palo» per la corsa in svolgimento.
Il meccanismo delle Corse, con i concorrenti che puntano sulle domande conoscendone la materia e l'avverbio interrogativo, è lo stesso utilizzato in The Who, What, or Where Game trasmesso sulla NBC dal 1969 al 1974.

### L'una tantum
Proprio per agevolare i concorrenti che rischiano il «rosso», a ciascun concorrente è concesso una sola volta nel corso della puntata un prestito di 200 000 lire detto una tantum, che va tassativamente restituito entro la fine delle dieci corse.
Quando un concorrente chiede l'una tantum, sul display che indica il suo montepremi si accende un asterisco a sinistra del montepremi stesso, che si spegne al momento della restituzione.

### «Handicap o cavallino?»
È la fatidica domanda posta da Mike ai telespettatori in occasione delle «corse handicap» (nella prima stagione la quarta e l'ottava, poi solo la quinta con la riduzione a otto corse e prima della quarta corsa nella seconda e nella terza stagione), in quanto la valletta sta per girare, azionandola con una leva, una ruota sporgente dalla costola, sulla quale si alternano la scritta «handicap» e il "cavallino Michele", storica mascotte del programma con le sembianze del suo conduttore.
Se la ruota si ferma sul cavallino, il gioco prosegue regolarmente, ma se si ferma sull'«handicap» il concorrente in testa riparte dal montepremi del secondo classificato, il quale riparte dal montepremi del concorrente in coda. Quest'ultimo non subisce nulla.
Il momento dell'handicap, come ammesso dallo stesso Mike durante l'ultima puntata della seconda edizione, non incontrò il favore del pubblico, in quanto penalizzava fortemente moltissimi concorrenti che persero parecchi milioni di lire; per venire incontro alle critiche, durante la terza stagione, in caso di «handicap», si poneva al concorrente in testa e a quello mediano una domanda multipla del tutto analoga a quella finale (senza cuffia e con la cabina aperta): rispondendo esattamente, non si subivano gli effetti dell'«handicap».

## Domanda finale
I concorrenti sono isolati con una cuffia e chiusi nei loro picchetti attraverso la chiusura di una teca di plexiglas da parte della valletta. Ciascun concorrente, a turno e in ordine crescente di montepremi, deve rispondere ad una serie di domande sulla materia di competenza nel tempo massimo di un minuto. Se il concorrente risponde esattamente a tutte le domande, il montepremi è confermato (non raddoppiato come al Rischiatutto), mentre se sbaglia anche una sola delle domande va a quota zero e il montepremi accumulato è destinato al concorso riservato ai telespettatori.
Curiosità: prima della domanda finale, sul display indicante il montepremi appare la cifra accumulata fino a quel momento, senza il segno "più" o "meno", in quanto non si va mai in passivo durante le corse. Dopo la domanda, in caso di esito positivo appare un "più" alla sinistra della cifra, ma in caso di esito negativo il display non si azzera (come avveniva invece al Rischiatutto) ma appare semplicemente un segno "meno" a sinistra della cifra persa, ma con questa notazione s'intende che la quota è zero, non, per esempio, meno tre milioni.
Al termine della domanda finale, il concorrente col maggior montepremi è proclamato campione e torna la settimana successiva.
Nella prima edizione di "Scommettiamo" c'era la possibilità per i concorrenti campioni di accaparrarsi anche i montepremi dei due avversari sconfitti nella domanda finale: se infatti 2 concorrenti non rispondevano correttamente alla domanda, il concorrente che, rispondendo in maniera corretta diventa campione, aggiunge al suo montepremi anche i soldi non vinti dagli avversari.

## Le finali del 1978
La terza edizione del programma, dal 26 ottobre al 21 dicembre 1978, vide in gara 18 campioni delle due edizioni precedenti.
| Primo turno      | Vincitore             |                       |                      |
| ---------------- | --------------------- | --------------------- | -------------------- |
| 26 ottobre 1978  | Miriam Caristi        | Maria Teresa Lattanzi | Fiorella Brocchetta  |
| 2 novembre 1978  | Alberto Pozzolini     | Alfredo Maria Rossi   | Ugo Berardi          |
| 9 novembre 1978  | Bianca Capone         | Oscar Barile          | Porfirio Cacciacarne |
| 16 novembre 1978 | Giuliano Canevacci    | Giuseppe Polistena    | Antonio Di Gilio     |
| 23 novembre 1978 | Annamaria Capicchioni | Paolo Paolicchi       | Cesare Lonardo       |
| 30 novembre 1978 | Giorgio Gaiani        | Oreste Lubrano        | Sandra Facci Pozzi   |

| Semifinali       | Vincitore          |                       |                |
| ---------------- | ------------------ | --------------------- | -------------- |
| 7 dicembre 1978  | Giuliano Canevacci | Alberto Pozzolini     | Miriam Caristi |
| 14 dicembre 1978 | Giorgio Gaiani     | Annamaria Capicchioni | Bianca Capone  |

| Finale           | Vincitore          |                |                       |
| ---------------- | ------------------ | -------------- | --------------------- |
| 21 dicembre 1978 | Giuliano Canevacci | Giorgio Gaiani | Annamaria Capicchioni |

Giuliano Canevacci, esperto di civiltà Maya, vinse in finale 4.850.000 lire per un totale di 59.180.000 lire, record assoluto per l'epoca nei telequiz. Giorgio Gaiani, esperto di etnologia, vinse in finale 3.600.000 lire per un totale di 30.940.000 lire. Anche Annamaria Capicchioni nella puntata finale vinse 3.600.000 lire portando il suo bottino complessivo a 35.400.000 lire.

## Il cavallino Michele
La storica mascotte della trasmissione, il cavallino Michele con tanto di somiglianza e occhiali di Mike, compariva nella sigla di testa ed era regalato ai concorrenti sotto forma di giocattolo, che andò a ruba nei negozi. Inoltre, nel 1977 il cavallino Michele diventò sul Corriere dei Piccoli un fumetto, creato dallo Studio Bozzetto, scritto da Tiziano Sclavi, ideatore di Dylan Dog e disegnato prima da Guido Manuli, poi da Umberto Manfrin, che era anche il padre della valletta di Mike Paola Manfrin.
In occasione del centenario della nascita del conduttore, la piattaforma Raiplay ha inserito in streaming la prima stagione integrale del quiz, composta da 26 puntate più una di introduzione (andata in onda il 16 dicembre 1976) dove viene spiegato il meccanismo del gioco.